# Otto Wagener
Ne doit pas être confondu avec Otto Wagner.
Pour les articles homonymes, voir Wagener.

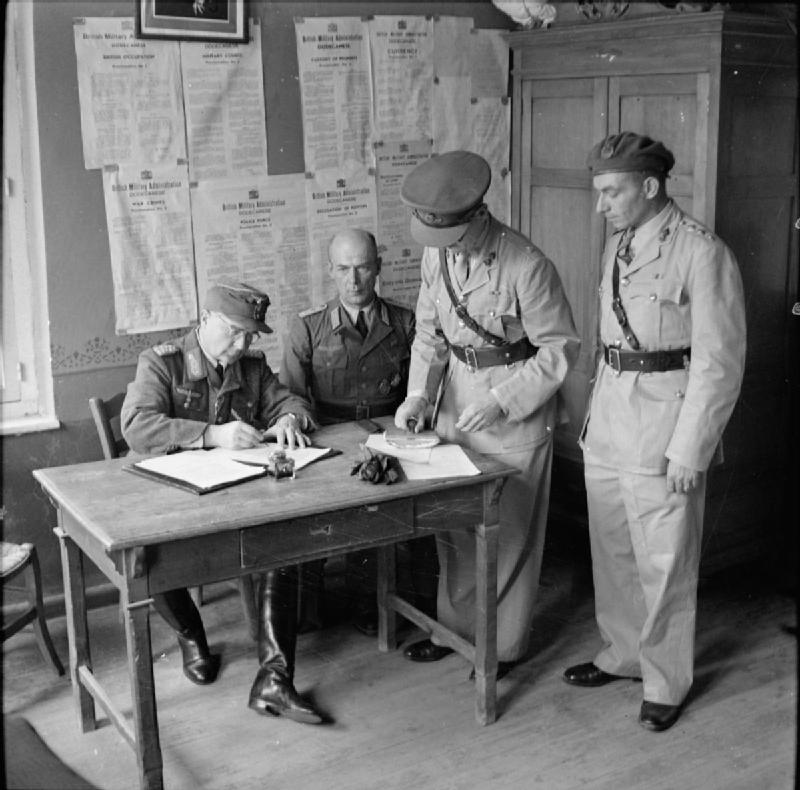
Le 8 mai 1945, dans une salle d’un petit tribunal de l'île de Symi, le Generalmajor Wagener, commandant des forces allemandes dans le Dodécanèse (mer Égée), signe les actes de capitulation sans condition des unités la Wehrmacht déployées dans la région.

Otto Wagener est un général allemand de la Seconde Guerre mondiale, né le 29 avril 1888 à Durlach et mort le 9 août 1971 à Chieming.
Il a également été membre de la SA et, pendant une courte période, conseiller économique et confident d'Adolf Hitler. 

## Biographie

### Première Guerre mondiale
Pendant la Première Guerre mondiale, Wagener sert comme officier dans l'Armée impériale allemande avant d'être affecté en 1916 à l'État-Major général.

### Entre-deux-guerres
Après la guerre, il participe à la défense de Posen (aujourd'hui Poznań, en Pologne), mais doit s'enfuir dans les Pays baltes pour éviter une arrestation. Il y unifie les Freikorps de la Légion allemande (de) après l'assassinat de leur chef Paul Siewert. 
De retour en Allemagne, il participe aux opérations des Freikorps en Haute-Silésie, en Saxe et dans la région de la Ruhr. 
En 1929, Wagener rejoint le parti nazi et la SA, sous l'influence de son ancien camarade des Freikorps, Franz Pfeffer. 
Utilisé par Hitler comme chef d'état-major de la SA d'octobre 1929 à décembre 1930, il en prend le commandement par intérim pour quelques mois avant le retour de Ernst Röhm au début du mois de janvier 1931. Ensuite, il devient conseiller du parti en matière économique, puis commissaire du Reich pour l'économie d'avril à juin 1933, date à laquelle il est remplacé  dans ces fonctions par Wilhelm Keppler.
Après la nuit des Longs Couteaux, Wagener est détenu pendant une courte période. Néanmoins, il est réhabilité et reprend sa carrière dans l'armée.

### Seconde Guerre mondiale
Au cours de la Seconde Guerre mondiale, il est d’abord Hauptmann en avril 1940, Major en mars 1941, Oberstleutnant en juin 1942, Oberst en août 1943 et parvient à atteindre le grade de Generalmajor en décembre 1944. 
Il obtient alors le commandement d’une unité forte de 6 000 hommes dans les îles grecques du Dodécanèse. En 1945, il est arrêté et détenu par les Britanniques ; puis il séjourne de 1947 à 1952 dans un camp de prisonniers de guerre en Italie. Il écrit ses mémoires Hitler aus nächster Nähe. Aufzeichnungen eines Vertrauten 1929−1932 ; ceux-ci sont publiés en 1978, soit six ans après sa mort, par l'historien américain Henry Ashby Turner (en).